# Лаванген
Лаванген (норв. Lavangen) — коммуна в губернии Тромс в Норвегии. Административный центр коммуны — город Тенневолл.
Население коммуны на 2007 год составляло 1010 человек. Площадь коммуны Лаванген — 301,67 км². Код-идентификатор — 1920.
На территории коммуны официальными являются два языка — норвежский (нейтральный) и северносаамский.

## Население
Изменение численности населения коммуны:

Статистика коммуны Лаванген